# Altenglan
Altenglan là một xã thuộc huyện Kusel, trong bang Rheinland-Pfalz, phía tây nước Đức. Xã Altenglan có diện tích km², dân số thời điểm ngày 31 tháng 12 năm 2006 là người. Xã này nằm bên sông Glan, cự ly khoảng 5 km về phía đông bắc của Kusel, và 25 km về phía tây bắc Kaiserslautern.
Thị xã Altenglan ngày nay là kết quả của việc hợp nhất các cộng đồng Altenglan, Patersbach và Mühlbach vào năm 1969.
Ba khu vực thành thị (Ortsteile) của Altenglan là Altenglan, Patersbach và Mühlbach.
Altenglan là thủ phủ của Verbandsgemeinde ("xã tập thể") Altenglan.